# Кищак Іван Миколайович
Іван Миколайович Кища́к (нар. 16 липня 1901, Балутянка — пом. 10 жовтня 1968, Львів) — український майстер різьблення по дереву, вчитель багатьох лемківських різьбярів. Батько різьбярів Василя та Степана Кищаків, дід майстрині декоративно-ужиткового мистецтва Ольги Кищак-Федоро.

## Біографія

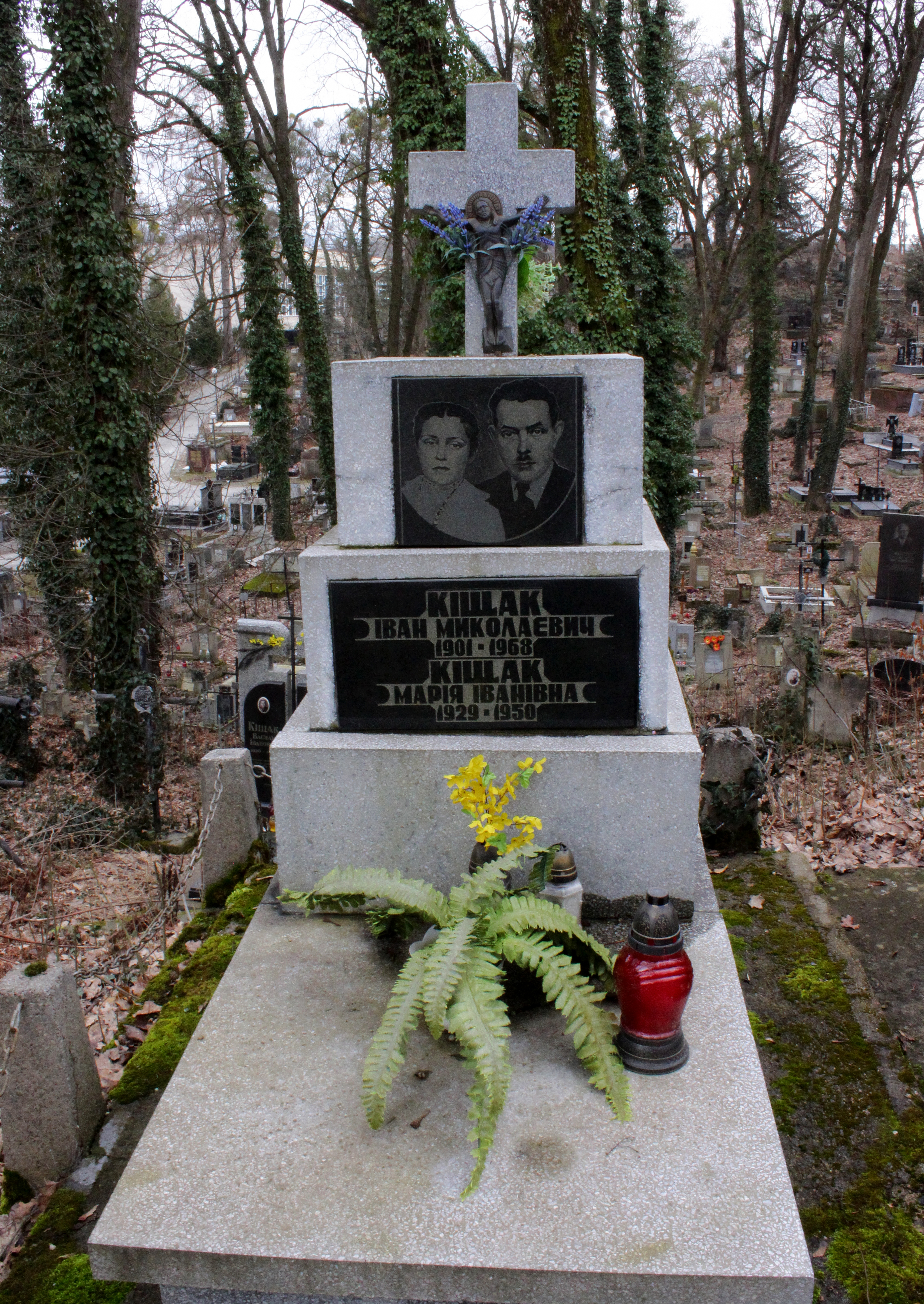

Народився 16 липня 1901 року в селі Батулянці (нині Коросненський повіт Підкарпатського воєводства, Польща). Рельєфної і круглої різьби по дереву навчився у свого дядька П. Петрівського. 1945 року був депортований до Тернопільської області Української РСР, з серпня 1945 року жив у селі Гутисько. Упродовж 1949—1965 років працював у цеху різьблення артілі імені Лесі Українки у Львові. Помер у Львові 10 жовтня 1968 року. Похований на 42 полі Личаківського цвинтаря.

## Творчість
Володів прийомами круглого та рельєфного різьблення. Створював скульптурні композиції з тваринами, хрести з розп'яттям, рами до образів та побутові речі: тарілки, полички, вішалки, попільнички. Серед робіт статуетки: «Беркут» (1938), «Розвідка» (1949), «Лісова пісня» (1958), «Бій турів» (1958), «Бій кабана з ведмедем» (1960), «Погоня» (1962), «Дикі кабани» (1967), «Ведмідь-рибалка» (1967); попільничка «Лев» (1948).
Брав участь у мистецьких виставках з 1935 року. Персональні виставки відбулися у містах Закопаному у 1935 році, Криниці у 1938 році в Польщі та у Києві у 1949 році.
Твори зберігаються у музеях Києва, Львова та за кордоном, зокрема у Національному музеї народного мистецтва Гуцульщини та Покуття імені Йосафата Кобринського в Коломиї зберігаються два твори майстра.